# 秀逗魔導士
《秀逗魔導士》是神坂一撰寫，由新泉留衣繪製插圖的輕小說。富士見Fantasia文庫發行的奇幻輕小說，為第1回Fantasia長篇小說大賞〈準入選〉得獎作品。全系列作銷量超過2200萬冊，改編成多部電視動畫、漫畫、廣播劇、電子遊戲等作品。故事描述魔法師莉娜·因巴斯與她的快樂夥伴在各處冒險時留下的種種英勇事蹟。

## 概要
本作品基本上為以主角莉娜·因巴斯的視點所描述的第一人稱小說，不過在短篇也會見到其他角色的視點與第三人稱的形式。原本Slayers是殺手的意思；不過在長篇的Slayers是指The Demon Slayers（屠魔者），而在短篇則是指讓讀者爆笑的Slayers。
由於第1回的Fantasia長篇小說大賞沒有選出大賞作品，本作品實際上是該回的最優秀作品，在1989年獲獎之後成為系列作品，長篇續集與短篇在「月刊Dragon Magazine」（富士見書房）連載，其後由富士見Fantasia文庫發行單行本。
本作品在輕小說領域中，為長篇和短篇系統平行發表的手法立下基礎，此手法為富士見Fantasia文庫後來多數的作品所承襲，近年來也陸續出現其他出版社的輕小說與漫畫作品以相同的手法發表。
長篇在2000年發售的第15集被視為完結，之後仍有以搞笑為主的短篇繼續連載中（現在改稱）。自「月刊Dragon Magazine」創刊號以來一直連載的《風之大陸》（竹河聖）於2005年3月號結束連載，在2007年7月現在的同誌刊載作品當中，為最長壽的作品。2018年，推出系列作正篇第16集。

## 世界觀
秀逗魔導士的世界是以中世紀歐洲為基本架構，除了人類以外也加入了龍、精靈以及哥布林的存在，是典型的托爾金系統中的奇幻世界。

### 地理
秀逗魔導士的故事發生在史菲德世界，位於東部大陸西北部份的半島區域。這個地區的面積大約與歐洲相當，由於千年前降魔戰爭時魔族所張開的封神結界、魔族、自然環境的威脅等因素，與外面的世界完全隔離了；因此無法與其他地區進行長途的商業活動。在莉娜等人生活的時代，國家間沒有大型的戰事發生，各國的港口都有商船在互相往來，區域內的文化交流頻繁。在動畫版中公開的史菲德世界地圖中顯示，世界的中央是被大陸包圍的內海，稱為魔海；而圍著內海的海岸線則是呈現漂亮的圓弧形，若將魔海填起來，整個大陸看起來就像是龍的形狀。中央圓形的魔海被認為是赤眼魔王與赤龍神戰鬥時，破壞了大半的陸地所形成的巨大坑洞。

### 國家
在秀逗魔導士的世界中，存在著王國、帝國、公國、聯邦、共和國等各式各樣不同體制的國家。
艾爾梅基亞帝國
高里的出身地，位於東南角的帝制國家。雖然領土面積相當大，但由於與冥王─菲布里佐的根據地‧破滅沙漠接壤，被廣大的沙地覆蓋，長久以來一直存有農地不足的困擾。以軍事見長，擁有配備著量產型魔導武裝的騎士團─聖槍騎士團。
卡爾瑪特公國
首都為卡爾瑪特城，與魔道相關的設施不多。
威森地城
卡爾瑪特公國西邊國境的城市，作為往拉迪古王國及迪爾斯王國的路途的分岔處，商業相當繁盛。
索拉利亞城
卡爾瑪特公國南方國境的城市，使用城牆把城市圍起來，隨著城市的擴大而增築城牆後，造成城內被不規則的牆壁劃分成許多區塊，不熟悉的人在城內行動不易。像是城市邊緣的開發中區域尚未整頓完畢，就蓋起了一棟棟房子的感覺。
聖王國賽倫
國土完全位於內陸，相當大的國家。首都是被稱為白魔術都市的賽倫城。
賽倫城
聖王國賽倫的首都，擁有許多跟白魔術相關的機構。由於信仰赤龍神史菲德，而有著聖王都、白魔術都市等別稱。城市用六芒星的形狀來劃分區塊，因此城市本身便是魔法陣。王宮位在都市(也就是結界)的中心處。
到現在為止國王尚未在故事中登場，由第一王子菲爾王子代理國王行政。第二公主是阿梅莉亞，第一公主現在失蹤中。
傑洛士推薦過這裡的霜淇淋不錯吃。
瑟菲理亞王國
莉娜的故鄉，似乎盛產強人，在後記中也提到「可能存在著只要用一把菜刀，就能把連決鬥劍也刺不穿的電擊龍解決掉的年輕女性」。事實上，就如莉娜在國內也只有排名500左右的實力。治理國家的是永遠的女王，擁有機密部隊。
另外一項名產就是這裡的葡萄，又名黑珍珠，每到豐收季時，由少女們跳著踩葡萄舞釀製出來的葡萄酒可是世界極品。
迪爾斯王國
首都為該利亞城，南面與拉迪古王國相鄰，離北方魔王沉眠的卡塔特山脈及群龍之峰很近。曾經二度被魔族把持住國家大權。
該利亞城
作為迪爾斯王國的首都的大城市，城市的周圍有城牆包圍。
曾一度因傑洛士造成的火災而燒毀大半，之後城內出現的下級惡魔也造成不小的麻煩。
萊澤爾帝國
有著元老院制度的國家。主要的城市有塞拉格城、亞特拉斯市、克里姆佐鎮等。
亞特拉斯市
利德罕公爵所治理的大城市，位於交通要道，城內攤商林立，白天總是聚集很多人。第二部結束時，城鎮受到惡魔攻擊破壞了部份街道，因此人潮、商店都變少了。
塞拉格城
差不多位在萊澤爾帝國中心的城市。以前魔導士協會的本部曾設立在此，因此被稱為魔道都市，而塞拉格又在一百多年前被魔獸沙那法毀滅，得到了死靈都市的別名。之後在城鎮中心種植了神聖樹福拉菇，復興成了一座大城。然而經由複製雷藏的手又再度被完全破壞，成了只剩下神聖樹的廢墟(此為無印版動畫原創劇情，與小說設定無關)。第一部結束時，由於冥王菲布里佐的緣故而暫時性地重現了城鎮的樣子，隨著冥王被打倒城鎮也恢復成廢墟。
再之後，赤眼魔王也在這裡創造出異世界，因為發生了這麼多事，被莉娜說是「稱之為不幸的博覽會也不過份，是世界上最不幸的城市」。第二部結束時，城鎮已經開始復興，出現了街道的模樣。
瘴氣之森
位在塞拉格城旁的廣大森林。魔獸沙那法被打倒時，沙那法的血污染了這塊土地，散發出瘴氣。此後這座森林總是被奇妙的氣氛所籠罩，因此經常有人在森林裡失蹤，森林內的犯罪率也居高不下。由於冥王將塞拉格恢復成城鎮模樣時，將塞拉格周遭的瘴氣都中和掉了，現在只是座普通的森林。
克里姆佐鎮
被橋連接巨大湖泊上許多小島，發展而來的城市。運河在城內縱橫交錯，交通主要靠航行在運河上的小船。建築物的外牆是一致的白色，當黃昏時，建築物會被夕照染成紅色，城市因此得名（crimson為深紅色之意）。城市的地底有著巨大的地底湖，湖上有著數個小島。
拉迪古王國
直到十五年前首都都設在達布翁城，但由於血腥鬥爭，對外以為了活絡商業的理由而遷都。代表領土的象徵是長著角的豹、管理東方的動物則是白鳥。附帶一提國內有「世界動物愛護聯盟」的12個分部。
瑟倫狄亞城
城內有著東西南北等祭祀赤龍神分身的寺院，而統領祭祀赤龍神史菲德的本院就位在城鎮中央，是個宗教都市。也被稱為寺院都市，也有自各國家前來參拜的巡禮者。在小說本傳第十四集開始前一陣子，本院被火災燒掉了，伴隨著神官長異動而使整個城內騷動不安。由此引線加上別的事件，使得領導各寺院大神官與其他多數的神官死亡。
達布翁城
直到十五年前都作為拉迪古王國的首都，相當大的城鎮。城內有著大型的綜合醫院，是白色的五樓圓柱形建築。這個醫院與魔導士協會、赤龍神教會、咒術師工會都有合作，院內有著精通各種咒術、草藥的治療專家，號稱「世界上沒有這間醫院治不好的傷患及病人」。
普洛奇亞姆城
建造很大的斜坡上的城市。除了室內之外、說整個城都是坡也不為過。在城內最高點的展望臺，能夠遠眺國境外的戴爾摩城，晚上魔導士協會的魔導士們會使用魔法「光明」來點亮路燈。於是到了晚上，在展望臺就能看見滿天星斗與城市燈光交互輝映的美麗夜景，成為觀光盛地。
沿岸諸國聯合
故名思義是沿海的各個國家的共同體，事實上領土卻深入內陸，所以沿岸諸國也存在著許多內陸國家。此外一切不明。
魯威納加德共和國
雖說是屬於沿岸諸國聯合的國家，領土卻沒有鄰海。沒有值得一提的產業，特產是作為造船材料的盧比那衫木。以前曾是王國制，但由於國王發展將人與亞魔族作為材料的武器，受到鄰近諸國的干涉而改制成共和國。

### 非國家的地區
卡塔特山脈
北邊的山脈。在降魔戰爭以前是水龍王所居住的聖地，但是冥王指揮魔族攻入山脈，殺害聖者、破壞神殿，變成一座死山。在水龍王毀滅、魔王被水龍王封印之後，成為了魔族的根據地。
群龍之峰
位於迪爾斯王國西北方，龍族居住的山峰。在這裡有通往異界默示錄的異空間入口，米爾蓋西亞等龍族保護著入口。似乎是奧利哈爾鋼的開採處。

### 動畫版原創的國家
佐亞納王國
在TV版「秀逗魔導士NEXT」中出現的國家。這個國家的王室保管著有名的「佐亞納的魔導書」，每五十年會進行一次公開展示。國王摩洛斯與公主瑪露琪娜為了征服世界而擴張國家的軍備，然而與佐亞納的魔導書一起流傳下來的大型魔偶因年代久遠而失控，莉娜為了阻止魔偶到處破壞而使用龍破斬，結果卻造成皇宮與首都被摧毀，留下了大坑洞。
神聖菲米爾王國
在TV版「秀逗魔導士NEXT」中出現的國家。為了培養優秀的巫女而禁止男性入國或定居，全國都只有女性的國家。如有男性進入國家的話，就要把那個人處死；要是國民生下了男孩的話，就把小孩放逐出境。事實上，國內有許多女裝的男性居住，連女王的孩子也是男扮女裝。
塔佛拉希亞王國
在TV版「秀逗魔導士REVOLUTION」中出現的國家。由魔導都市賽拉格的後裔在數百年所建立的國家，管理、封印著賽拉格的遺產。作為在一夜之間消失的國家而為人所知。傳說十多年以前，國內遭受硬麥病的侵襲，當時並不存在治療的方法，而鄰國也怕被傳染疾病而不願伸出援手，因某位魔導士的到來而拯救了國家，就在那位魔導士的面前，國家消失在濃霧之中。
真相是拜訪這個國家的赤法師雷藏將國民暫時性地封入水晶之中，陷入沉睡。同時為了掩人耳目而使用濃霧把整個國家藏起來，雷藏讓波克塔與杜可立斯使用獸人的形體，讓他們能夠行動，尋找治療硬麥病的方法來拯救國民。而各國的救援物資其實也是在經過喬昆達領地時被侵吞盜賣。

## 魔法
本作中的魔法，是藉由所謂的混沌語言（カオス・ワーズ）的咒文來擾亂因果律，利用干涉精神世界面（アストラル・サイド）而將力量引發出來。魔力越高的種族並不需要唸咒，只靠簡單的動作或聲音就可以使用。其系統原理是以咒文內容中所祈禱的對象而向其借引強大力量來使用，大致可分為：「精靈魔術」、「白魔術」、「神聖魔法」、「黑魔術」、「複合魔法」、「混沌魔法」。

### 精靈魔術
以世上最基本的地水火風四大元素，和「精神系」這五種屬性的精靈為借力的目標；主要效用為精神作用、回覆、防禦、及淨化作用的法術(白魔術)等不同複數型態的存在。精神作用的魔法是指藉由跟黑魔術同樣的精神世界面來做直接攻擊，以地水火風系的具現化來給予對手物理性的傷害。但是，對於身為精神世界存在的魔族來說是無法給予任何損傷的。想要給予魔族高度傷害的話，就必須使用破壞精神層面的魔法作為攻擊。但是連崩靈烈等級的精靈魔術，當對上高位階以上的魔族時也會失去效用。

### 白魔術
白魔術其實是屬於精靈魔術的一部分，其實是因為其效果類似於借助神之力發動的神聖魔法，故如此命名。
白魔術大概有幾種類別：
淨化：淨化結界、淨化炎
回復：復活、治癒、麗和淨
輔助：眠り、明かり、崩魔陣、封除、封鍵、弦操呪牙、靈縛符
防禦：消化彈、誘蛾彈、靈光壁
攻擊：破邪の法

### 神聖魔法
在人類歷史中已然失傳千年以上，現在只有小說版中身為黃金龍的米爾蓋斯亞、和TV動畫版第三部Try的菲莉亞所使用。是向神族借力的咒文，詳細內容不明。

### 黑魔術
借用如魔王一般高位魔族力量所使用的魔法。只要魔王一死，需要借用其力量的魔法便無法使用。例如向魔龍王加布所借力的高等魔法－「魔龍烈火咆」，自加布死亡之後這個咒文便從此消失。高位魔族除了赤眼魔王之外，還有魔龍王、海王、霸王、獸王、冥王五位部下。
最強的黑魔術為借用赤眼魔王所使用的龍破斬，以早期一位賢者-雷‧麥格納斯用此咒文一擊打倒1600歲的銀雷龍而命名。一發就能輕易地毀掉一個小鎮。

### 混沌魔法
最強的魔法系統，乃是向所有萬物之根源，位於混沌之海的金色魔王借力的魔法系統，同時具備神、魔等性質的魔法，既是虛無也是混沌，為萬象一切的根源之力，故威力遠超過其他系統魔法，甚至可傷害或消滅魔王、龍神等級之精神體，同時擁有物理、精神攻擊性。
一開始莉娜以為金色魔王只是純粹的魔族，因此將借用金色魔王的咒文視為借用魔族之力的黑魔法，後來從異界默示錄得知金色魔王的真正身分為創造魔、神及世上所有萬物的混沌之海本身，才了解金色魔王咒文與黑魔法的差異。
最強的混沌魔法為將萬物之祖金色魔王之力量與意志同時進行召喚的重破斬（ギガ．スレイブ），破壞力甚至可消滅魔王、龍神，但若失敗會將世界的所有一切都回歸於混沌之海中，但動畫和小說對重破斬的設定各有不同。
動畫裡的設定：若術者以純粹的意志將自身所有的一切為代價，則金色魔王將會降臨顯現於世上完成術者的願望，但同時地，術者本身也會因等價交換的法則而回歸至混沌之海（混沌の海）中。
原著小說的設定：完全的重破斬將會將金色魔王的一部份引導至施術者的身上，形成一種附身的效果。但若這一小部份的力量用盡，則金色魔王也將回歸至混沌之海中，無法帶走任何存在於此世界的物品。

### 複合魔法
於TV版Try篇登場，為將魔之咒文於神之咒文的力量進行結合，形成混沌之力，可算是混沌魔法的一種，最強的複合魔法是將四界魔王和四界龍神的力量進行統合釋放，其威力僅次於重破斬，可對魔王等級進行傷害，其他詳細內容目前仍然不詳。
此魔法僅見於動畫版原創的try篇，原著小說不曾出現過此種魔法。故應為動畫獨有的原創魔法。

### 古代魔法
僅於秀逗魔導士EVOLUTION-R中在談話中提到的，與現有的黑白魔法體系不同的古代魔法。
此魔法僅見於動畫版以原創劇情為主的EVOLUTION-R篇，原著小說不曾出現過此種魔法。故應為動畫獨有的原創魔法。

## 小說

### 秀逗魔導士
富士見Fantasia文庫
原作：神坂一、插畫：新泉留衣
中文版由奇幻基地在台灣代理發行正體中文版，代理的版本為新裝版。
- 單行本

| 冊數 | 副標題 | 富士見書房     | 富士見書房             |
| 冊數 | 副標題 | 發售日期       | ISBN                   |
| ---- | ------ | -------------- | ---------------------- |
| 1    | 不適用 | 1990年1月17日  | ISBN 978-4-8291-2345-4 |
| 2    |        | 1990年8月20日  | ISBN 978-4-8291-2369-0 |
| 3    |        | 1991年2月18日  | ISBN 978-4-8291-2388-1 |
| 4    |        | 1991年10月17日 | ISBN 978-4-8291-2412-3 |
| 5    |        | 1992年7月13日  | ISBN 978-4-8291-2454-3 |
| 6    |        | 1993年3月12日  | ISBN 978-4-8291-2495-6 |
| 7    |        | 1993年12月10日 | ISBN 978-4-8291-2536-6 |
| 8    |        | 1994年7月28日  | ISBN 978-4-8291-2575-5 |
| 9    |        | 1995年6月20日  | ISBN 978-4-8291-2633-2 |
| 10   |        | 1995年12月21日 | ISBN 978-4-8291-2658-5 |
| 11   |        | 1996年7月25日  | ISBN 978-4-8291-2693-6 |
| 12   |        | 1997年4月18日  | ISBN 978-48291-2740-7  |
| 13   |        | 1998年11月27日 | ISBN 978-48291-2856-5  |
| 14   |        | 1999年7月21日  | ISBN 978-4-8291-2904-3 |
| 15   |        | 2000年5月10日  | ISBN 978-4-8291-2966-1 |
| 16   |        | 2018年10月20日 | ISBN 978-4-04-072905-3 |
| 17   |        | 2019年10月19日 | ISBN 978-4-04-073377-7 |

- 新裝版

| 冊數 | 日文副標題 | 中文副標題       | 富士見書房     | 富士見書房             | 奇幻基地                    | 奇幻基地                                            |
| 冊數 | 日文副標題 | 中文副標題       | 發售日期       | ISBN                   | 發售日期                    | ISBN / EAN                                          |
| ---- | ---------- | ---------------- | -------------- | ---------------------- | --------------------------- | --------------------------------------------------- |
| 1    | 不適用     | 不適用           | 2008年5月25日  | ISBN 978-4-8291-3288-3 | 2009年1月19日               | ISBN 978-986-6712-49-4                              |
| 2    |            | 亞特拉斯的魔導士 | 2008年5月25日  | ISBN 978-4-8291-3289-0 | 2009年3月31日               | ISBN 978-986-6712-58-6                              |
| 3    |            | 賽拉格的妖魔     | 2008年5月25日  | ISBN 978-4-8291-3290-6 | 2009年5月26日               | ISBN 978-986-671-266-1                              |
| 4    |            | 聖王都動亂       | 2008年6月25日  | ISBN 978-4-8291-3296-8 | 2009年7月30日               | ISBN 978-986-6712-77-7                              |
| 5    |            | 白銀的魔獸       | 2008年6月25日  | ISBN 978-4-8291-3297-5 | 2009年10月27日              | ISBN 978-986-6712-83-8                              |
| 6    |            | 威森地的黑暗     | 2008年6月25日  | ISBN 978-4-8291-3298-2 | 2009年11月26日              | ISBN 978-986-6712-88-3                              |
| 7    |            | 魔龍王的挑戰     | 2008年7月25日  | ISBN 978-4-8291-3308-8 | 2010年1月5日                | ISBN 978-986-6212-92-0                              |
| 8    |            | 死靈都市之王     | 2008年7月25日  | ISBN 978-4-8291-3309-5 | 2010年4月6日                | ISBN 978-986-6275-03-6                              |
| 9    |            | 貝賽爾德的妖劍   | 2008年7月25日  | ISBN 978-4-8291-3310-1 | 2010年5月27日               | ISBN 978-986-6275-07-4                              |
| 10   |            | 索拉利亞的謀略   | 2008年10月25日 | ISBN 978-4-8291-3339-2 | 2010年8月31日 2010年9月28日 | ISBN 978-986-6275-15-9 EAN 471-7702-07251-3（新版） |
| 11   |            | 克里姆佐的執迷   | 2008年10月25日 | ISBN 978-4-8291-3340-8 | 2010年10月28日              | ISBN 978-986-6275-20-3                              |
| 12   |            | 霸軍的策動       | 2008年10月25日 | ISBN 978-4-8291-3341-5 | 2011年3月4日                | ISBN 978-986-6275-28-9                              |
| 13   |            | 降魔征途的路標   | 2008年11月25日 | ISBN 978-4-8291-3348-4 | 2011年5月6日                | ISBN 978-986-6275-31-9                              |
| 14   |            | 瑟倫狄亞的憎惡   | 2008年11月25日 | ISBN 978-4-8291-3349-1 | 2011年7月28日               | ISBN 978-986-6275-41-8                              |
| 15   |            | 屠魔者           | 2008年11月25日 | ISBN 978-4-8291-3350-7 | 2011年11月1日               | ISBN 978-986-6275-62-3                              |

### 兒童向小說
角川Wing文庫
由原著正傳改編成兒童文學。主要出場人物和原著有些不同，以莉娜、娜卡、高里為主要人物。
原作：神坂一、著：南房秀久、插畫：日向悠二
| 冊數 | 副標題 | 富士見書房    | 富士見書房             |
| 冊數 | 副標題 | 發售日期      | ISBN                   |
| ---- | ------ | ------------- | ---------------------- |
| 1    |        | 2009年3月3日  | ISBN 978-4-04-631010-1 |
| 2    |        | 2009年4月15日 | ISBN 978-4-04-631017-0 |

### 短篇集

#### 外傳
秀逗魔導士的短篇小說常被書迷稱為外傳，但是短篇小說正式使用的名稱是Slayers Special、Slayers Delicious、Slayers Smash、Slayers Select。

#### Slayers Special
- 以莉娜及娜卡為主的短篇小說集（特別篇）。時間點為正傳之前，大約是莉娜13、4歲時發生的故事。一般簡稱SP，全30冊。
- 另外還含有三篇外傳，敘述阿梅莉亞、高里、傑路剛帝士三人自己的故事。
- 第1冊至第8冊每冊有6篇短篇，前5篇原先刊載於《月刊Dragon Magazine》，第6篇則是新寫的、只能在特別篇看到的短篇，稱為Slayers Excellent，在特別篇出版前公開發表過。第8冊的第6篇另外稱為超巨大後記。第9冊至第30冊每冊有4篇短篇，前3篇原先刊載於《月刊Dragon Magazine》，第4篇則是新寫的，只能在特別篇看到的短篇，稱為Slayers Superior，在特別篇出版前沒有在其他地方刊載過。前3篇每篇分為前後兩篇，在《月刊Dragon Magazine》連載兩個月。第21冊的第3篇原先刊載於《Fantasia Battle Royale》這本雜誌。
- 第18冊的第3篇及第21冊的第3篇是秀逗魔導士 外傳，沒有分前後篇。
- 第13冊有5篇短篇，第1篇及第2篇各分為前後兩篇，第3篇及第4篇沒有分前後篇，第4篇是外傳，第5篇是《Slayers Superior》。
- 第15、16、17、19這四冊的第3篇都是在《月刊Dragon Magazine》上刊載後，先收進《Slayers Delicious》，再隔數年才收進特別篇。
- Slayers Special及Slayers Excellent後來成為Slayers OVA的名稱。

| 冊數 | 副標題 | 富士見書房     | 富士見書房             |
| 冊數 | 副標題 | 發售日期       | ISBN                   |
| ---- | ------ | -------------- | ---------------------- |
| 1    |        | 1991年7月17日  | ISBN 978-4-8291-2405-5 |
| 2    |        | 1992年3月16日  | ISBN 978-4-8291-2431-4 |
| 3    |        | 1992年10月13日 | ISBN 978-4-8291-2464-2 |
| 4    |        | 1993年6月11日  | ISBN 978-4-8291-2506-9 |
| 5    |        | 1993年10月12日 | ISBN 978-4-8291-2527-4 |
| 6    |        | 1994年10月12日 | ISBN 978-4-8291-2591-5 |
| 7    |        | 1995年1月17日  | ISBN 978-4-8291-2604-2 |
| 8    |        | 1995年7月20日  | ISBN 978-4-8291-2637-0 |
| 9    |        | 1996年4月19日  | ISBN 978-4-8291-2681-3 |
| 10   |        | 1996年10月25日 | ISBN 978-4-8291-2405-5 |
| 11   |        | 1997年7月18日  | ISBN 978-4-8291-2759-9 |
| 12   |        | 1997年12月16日 | ISBN 978-4-8291-2789-6 |
| 13   |        | 1998年7月17日  | ISBN 978-4-8291-2826-8 |
| 14   |        | 1999年10月13日 | ISBN 978-4-8291-2923-4 |
| 15   |        | 2000年7月14日  | ISBN 978-4-8291-2983-8 |
| 16   |        | 2000年12月20日 | ISBN 978-4-8291-1316-5 |
| 17   |        | 2001年6月20日  | ISBN 978-4-8291-1362-2 |
| 18   |        | 2001年12月20日 | ISBN 978-4-8291-1398-1 |
| 19   |        | 2002年7月18日  | ISBN 978-4-8291-1450-6 |
| 20   |        | 2003年2月20日  | ISBN 978-4-8291-1498-8 |
| 21   |        | 2003年8月20日  | ISBN 978-4-8291-1544-2 |
| 22   |        | 2004年2月20日  | ISBN 978-4-8291-1589-3 |
| 23   |        | 2004年10月25日 | ISBN 978-4-8291-1654-8 |
| 24   |        | 2005年4月20日  | ISBN 978-4-8291-1710-1 |
| 25   |        | 2005年10月20日 | ISBN 978-4-8291-1763-7 |
| 26   |        | 2006年7月25日  | ISBN 978-4-8291-1839-9 |
| 27   |        | 2006年7月25日  | ISBN 978-4-8291-1839-9 |
| 28   |        | 2007年1月25日  | ISBN 978-4-8291-1893-1 |
| 29   |        | 2007年7月20日  | ISBN 978-4-8291-1944-0 |
| 30   |        | 2008年1月19日  | ISBN 978-4-8291-3258-6 |

#### Slayers Smash
- 目前出至第5冊。
- 作者神坂一在本傳新裝版第4冊的後記寫說顧慮到從電視動畫版REVOLUTION才開始接觸本作的人，看到小說短篇集30冊，可能不敢下手，因此第31冊開始重新計算，另外取新的系列名稱，封面風格也變成與本傳新裝版相配的新風格。
- 第1冊與Slayers Special第9冊至第30冊類似，有4篇短篇，前3篇原先刊載於《月刊Dragon Magazine》，第4篇則是新寫的。前3篇每篇分為前後兩篇，在《月刊Dragon Magazine》連載兩個月。
- 第2冊開始前3篇不再分前後篇，第3冊收錄5篇，第4冊以後收錄6篇。

| 冊數 | 副標題 | 富士見書房     | 富士見書房             |
| 冊數 | 副標題 | 發售日期       | ISBN                   |
| ---- | ------ | -------------- | ---------------------- |
| 1    |        | 2008年7月19日  | ISBN 978-4-8291-3307-1 |
| 2    |        | 2009年1月20日  | ISBN 978-4-8291-3369-9 |
| 3    |        | 2010年10月20日 | ISBN 978-4-8291-3577-8 |
| 4    |        | 2011年4月20日  | ISBN 978-4-8291-3636-2 |
| 5    |        | 2011年11月19日 | ISBN 978-4-8291-3700-0 |

#### Slayers Delicious
小型口袋書，全4冊。（角川mini文庫）
與《Special》、《Smash》不同，小型口袋本一本只收一篇故事，此版本已經絕版，所收錄的故事被收入《Special》之中。
作者：神坂 一、插畫：あらいずみるい、出版：
| 冊數 | 副標題 | 富士見書房    | 富士見書房             |
| 冊數 | 副標題 | 發售日期      | ISBN                   |
| ---- | ------ | ------------- | ---------------------- |
| 1    |        | 1997年3月6日  | ISBN 978-4-04-700142-8 |
| 2    |        | 1997年7月10日 | ISBN 978-4-04-700177-0 |
| 3    |        | 1998年7月25日 | ISBN 978-4-04-700248-7 |
| 4    |        | 1999年7月12日 | ISBN 978-4-04-700278-4 |

#### Slayers Select
- 短篇傑作選，全5冊。
- 由於《Special》的第1到第20集絕版，而發行的傑作選。
- 前二集為作者及編輯部編選，第三集開始由讀者票選決定收錄作品。

| 冊數 | 副標題 | 富士見書房    | 富士見書房             |
| 冊數 | 副標題 | 發售日期      | ISBN                   |
| ---- | ------ | ------------- | ---------------------- |
| 1    |        | 2008年8月20日 | ISBN 978-4-8291-3318-7 |
| 2    |        | 2008年9月20日 | ISBN 978-4-8291-3331-6 |
| 3    |        | 2009年6月20日 | ISBN 978-4-8291-3384-2 |
| 4    |        | 2010年2月20日 | ISBN 978-4-8291-3392-7 |
| 5    |        | 2010年3月20日 | ISBN 978-4-8291-3501-3 |

## 漫畫

### 秀逗魔導士
在月刊Dragon Magazine增刊《Comic Dragon》、月刊Comic Dragon增刊《Whole Slayers》上連載原創漫畫，由插畫家新泉留衣作畫。全1冊單行本。新裝版為配合電影版《Slayers PREMIUM》上映，換封面及增加些許小短篇漫畫。
| 冊數 | 角川書店      | 角川書店           | 台灣東販     | 台灣東販           |
| 冊數 | 發售日期      | ISBN               | 發售日期     | ISBN               |
| ---- | ------------- | ------------------ | ------------ | ------------------ |
| 全   | 1995年6月29日 | ISBN 4-04-926068-9 | 1996年2月1日 | ISBN 957-643-277-4 |

- 新裝版：2001年11月29日發售、ISBN 4-04-712287-4

### 超爆魔導傳 秀逗魔導士
最初於《月刊Comic Dragon》開始連載，後移至《月刊Dragon Jr.》，由義仲翔子負責作畫（原作：神坂一、角色原案：新泉留衣），全8冊。由本篇的1、3、5、7、8集加上原創要素加以改編而成的漫畫版。第4集為電影版《Slayers RETURN》的漫畫版。日文版第一集封面從莉娜單獨一個人的封面中途變更為莉娜和高里二個人的封面。
| 冊數 | 日文副標題    | 中文副標題     | 角川書店           | 角川書店           | 台灣東販           | 台灣東販           |
| 冊數 | 日文副標題    | 中文副標題     | 發售日期           | ISBN               | 發售日期           | ISBN               |
| ---- | ------------- | -------------- | ------------------ | ------------------ | ------------------ | ------------------ |
| 1    |               | 黑闇傳說篇     | 1995年8月29日      | ISBN 4-04-712108-8 | 1996年3月1日       | ISBN 957-643-280-4 |
| 2    | 1996年4月1日  | 黑闇傳說篇     | ISBN 4-04-712118-5 | 1996年7月1日       | ISBN 957-643-320-7 |                    |
| 3    | 1996年6月27日 | 黑闇傳說篇     | ISBN 4-04-712120-7 | 1996年11月1日      | ISBN 957-643-380-0 |                    |
| 4    |               | RETURN篇       | 1997年4月7日       | ISBN 4-04-712132-0 | 1997年7月1日       | ISBN 957-643-503-X |
| 5    |               | 死靈都市篇     | 1997年7月1日       | ISBN 4-04-712135-5 | 1997年10月1日      | ISBN 957-643-560-9 |
| 6    |               | 白銀之魔獸篇   | 1998年7月31日      | ISBN 4-04-712166-5 | 1998年10月1日      | ISBN 957-643-794-6 |
| 7    |               | 異世界啟示錄篇 | 2000年11月29日     | ISBN 4-04-712250-5 | 2001年7月1日       | ISBN 957-473-144-8 |
| 8    |               | 死靈都市之王篇 | 2001年8月30日      | ISBN 4-04-712276-9 | 2001年2月1日       | ISBN 957-473-285-1 |

### 秀逗魔導士特別篇
於《月刊Dragon Jr.》連載，由トミイ大塚負責作畫（原作：神坂一、角色設定：新泉留衣）。從外傳SP改編而成的漫畫版，全4冊。
| 冊數 | 角川書店      | 角川書店           | 台灣角川      | 台灣角川           |
| 冊數 | 發售日期      | ISBN               | 發售日期      | ISBN               |
| ---- | ------------- | ------------------ | ------------- | ------------------ |
| 1    | 2000年4月28日 | ISBN 4-04-712229-7 | 2002年2月16日 | ISBN 986-799-308-X |
| 2    | 2001年1月30日 | ISBN 4-04-712261-0 | 2002年8月16日 | ISBN 986-799-331-4 |
| 3    | 2001年4月26日 | ISBN 4-04-712266-1 | 2002年11月1日 | ISBN 986-799-347-0 |
| 4    | 2001年9月25日 | ISBN 4-04-712279-3 | 2003年3月16日 | ISBN 986-799-381-0 |

### 秀逗魔導士Premium
全一冊。於《月刊Dragon Jr.》連載，由トミイ大塚負責作畫（原作：神坂一、角色設定：新泉留衣）。為電影版《Slayers PREMIUM》的改編漫畫。另在《Slayers PREMIUM》日版初回限定DVD中，有收錄同系列漫畫「スレイヤーズぷれみあむ ぷらすわん」，為PREMIUM結束後的後續插曲。
| 冊數 | 角川書店     | 角川書店           |
| 冊數 | 發售日期     | ISBN               |
| ---- | ------------ | ------------------ |
| 全   | 2002年4月1日 | ISBN 4-04-712298-X |

### 秀逗魔導士 水龍王的騎士
最初於《月刊Dragon Jr.》，後移到《月刊Dragon Age》連載，由トミイ大塚負責作畫（原作：神坂一、角色設定：新泉留衣），全6冊。據原作者所說，原本是要做成遊戲，是和小說及TV動畫版設定有些微妙差異的平行世界。就整個系列來說是處於第三部。
| 冊數 | 角川書店      | 角川書店           | 長鴻出版社     | 長鴻出版社           |
| 冊數 | 發售日期      | ISBN               | 發售日期       | EAN                  |
| ---- | ------------- | ------------------ | -------------- | -------------------- |
| 1    | 2003年4月28日 | ISBN 4-04-712328-5 | 2005年6月13日  | EAN 471-0765-19412-3 |
| 2    | 2003年9月1日  | ISBN 4-04-712340-4 | 2005年6月28日  | EAN 471-0765-19589-2 |
| 3    | 2004年3月1日  | ISBN 4-04-712350-1 | 2005年11月1日  | EAN 471-0765-19849-7 |
| 4    | 2004年6月1日  | ISBN 4-04-712357-9 | 2006年7月19日  | EAN 471-0765-20612-3 |
| 5    | 2004年10月1日 | ISBN 4-04-712372-2 | 2006年10月25日 | EAN 471-0765-20976-6 |
| 6    | 2005年2月1日  | ISBN 4-04-712386-2 | 2007年3月8日   | EAN 471-0765-21299-5 |

### 秀逗魔導士EVOLUTION
於《月刊Dragon Age》連載，由冰樹一世負責作畫（原作：神坂一、角色設定：新泉留衣）。漫畫版REVOLUTION為電視動畫《REVOLUTION》的改編漫畫，劇情走向大致相同；EVOLUTION-R則為電視動畫《EVOLUTION-R》的改編漫畫版，劇情和結局與動畫版不同。在動畫於日本播放前就已經開始先行連載。配合電視動畫版播放形式分成前半（REVOLUTION）及後半（EVOLUTION-R）各一冊完結。
| 冊數        | 富士見書房    | 富士見書房             | 長鴻出版社     | 長鴻出版社           |
| 冊數        | 發售日期      | ISBN                   | 發售日期       | EAN                  |
| ----------- | ------------- | ---------------------- | -------------- | -------------------- |
| REVOLUTION  | 2008年12月9日 | ISBN 4-04-712581-4     | 2010年12月6日  | EAN 471-3469-35657-6 |
| EVOLUTION-R | 2009年6月9日  | ISBN 978-4-04-712610-7 | 2010年12月15日 | EAN 471-3469-35658-3 |

### 新秀逗魔導士 ~南方島嶼的砂時計~
於Dragon Magazine增刊《Slayers Legend》上連載，由旭負責作畫（原作：神坂一、角色設定：新泉留衣）。以原作小說第二部為舞台作為宣傳的漫畫版。出場人物除了莉娜與高里之外，加上阿梅莉亞及傑路，還有小說第二部才會出現的路克及米麗娜。全1冊。
| 冊數 | 富士見書房     | 富士見書房         | 長鴻出版社    | 長鴻出版社           |
| 冊數 | 發售日期       | ISBN               | 發售日期      | EAN                  |
| ---- | -------------- | ------------------ | ------------- | -------------------- |
| 全   | 2008年11月10日 | ISBN 4-04-712578-4 | 2011年4月16日 | EAN 471-3469-35945-4 |

### 秀逗魔導士~光之魔法~
於《月刊KEROKERO ACE》連載，由佐佐木心負責作畫（原作：神坂一、新泉留衣 / 漫畫原案：響天地丸），全2冊。以異世界為舞台的兒童向作品。莉娜和高里突然被送到平行世界，以原創角色莉娜．因巴斯的老師身份登場。
| 冊數 | 角川書店      | 角川書店           | 長鴻出版社     | 長鴻出版社           |
| 冊數 | 發售日期      | ISBN               | 發售日期       | EAN                  |
| ---- | ------------- | ------------------ | -------------- | -------------------- |
| 1    | 2009年1月26日 | ISBN 4-04-715168-8 | 2011年10月17日 | EAN 471-6814-19450-2 |
| 2    | 2009年5月25日 | ISBN 4-04-715246-3 | 2011年10月24日 | EAN 471-6814-19451-9 |

## 遊戲
單機遊戲
- Slayers（スレイヤーズ）
  - 1994年3月25日發售（PC-9800）
- Slayers（スレイヤーズ）
  - 1994年6月24日發售（Super Famicom）
- Slayers Royal（スレイヤーズ ろいやる）
  - 1997年7月25日發售（Sega Saturn）
  - 1998年6月25日發售（PlayStation）
- Slayers Royal2（スレイヤーズ ろいやる2）
  - 1998年9月3日發售（Sega Saturn）
  - 1999年7月1日發售（PlayStation）
- Slayers Wonderful（スレイヤーズ わんだほ～）
  - 1998年10月22日發售（PlayStation）

跨界聯名
- 碧藍幻想（グランブルーファンタジー）
  - 活動時間：2016年1月22日至2016年1月30日
- 鏡光傳奇（テイルズ オブ ザ レイズ）
  - 活動時間：2020年11月20日至2020年12月10日(第一回)
  - 活動時間：2022年12月20日至2023年1月10日(第二回)

## 音樂

### 單曲
| CD片名稱                     | 收綠曲目                                                                                        | 演唱者                                                                | 發售日期   | CD編號    |
| ---------------------------- | ----------------------------------------------------------------------------------------------- | --------------------------------------------------------------------- | ---------- | --------- |
| 「Get along」                | ．Get along （TV無印片頭曲） ．KUJIKENAIKARA! （TV無印片尾曲）                                  | 林原めぐみ．奧井雅美                                                  | 1995/05/24 | KIDA-107  |
| 「MIDNIGHT BLUE」            | ．MIDNIGHT BLUE （電影完全無欠版主題曲） ．Shining Girl                                         | 林原めぐみ                                                            | 1995/07/21 | KIDA-108  |
| 「能あるライバルは爪を隠す」 | ・能あるライバルは爪を隠す ・PINK TYPHOON                                                       | 川村万梨阿                                                            | 1995/07/21 | KIDA-109  |
| 「Going History」            | ・Going History （EX.片頭曲） ・灼熱の恋 （EX.片尾曲）                                          | 林原めぐみ                                                            | 1995/12/06 | KIDA-124  |
| 「Give a reason」            | ・Give a reason （NEXT片頭曲） ・邪魔はさせない （NEXT片尾曲）                                  | 林原めぐみ （Give a reason） 奥井雅美 （邪魔はさせない）              | 1996/04/24 | KIDA-128  |
| 「限りない欲望の中に」       | ・限りない欲望の中に （OVA Special主題曲） ・Touch Yourself （OVA Special插曲及PS ROYAL主題曲） | 林原めぐみ                                                            | 1996/05/22 | KIDA-134  |
| 「Just be conscious」        | ・Just be conscious （電影RETURN主題曲） ・RUN ALL THE WAY! （OVA Special插曲）                 | 林原めぐみ                                                            | 1996/07/05 | KIDA-136  |
| 「naked mind」               | ・naked mind （N>EX.片頭曲） ・虹のように （N>EX.片尾曲）                                       | 奥井雅美                                                              | 1996/12/05 | KIDA-143  |
| 「don't be discouraged」     | ・don't be discouraged （TRY片尾曲） ・Breeze （TRY片頭曲）                                     | 林原めぐみ                                                            | 1997/04/23 | KIDA-148  |
| 「Reflection」               | ・Reflection （電影GREAT主題曲） ・GLORIA~君に届けたい~                                         | 林原めぐみ                                                            | 1997/07/02 | KIDA-154  |
| 「raging waves」             | ・raging waves （電影GORGEOUS主題曲） ・I&Myself （PS ROYAL2 主題曲）                           | 林原めぐみ                                                            | 1998/07/03 | KIDA-163  |
| 「Never die」                | ・Never die （OVA Excellent主題曲） ・なりたい                                                  | 奥井雅美                                                              | 1998/11/27 | KIDA-174  |
| 「feel well」                | ・feel well （電影Premium主題曲） ・ルンバ・ルンバ ・あなたはこご （電影Premium插曲）           | 林原めぐみ （feel well） （ルンバ・ルンバ） 白鳥由里 （あなたはこご） | 2001/12/05 | KICM-3020 |
| 「Meet again」               | ・Meet again ・Get along~SelfTag Ver.~ ・Give a reason~Ballade Ver.~ ・don't be discouraged     | 林原めぐみ                                                            | 2006/07/26 | KICM-1164 |
| 「Plenty of grit」           | ・Plenty of grit （RREVOLUTION片頭曲） ・Revolution （REVOLUTION片尾曲）                        | 林原めぐみ                                                            | 2008/07/23 | KICM-1245 |
| 「Front breaking」           | ・Front breaking （EVOLUTION-R片頭曲） ・砂時計 （EVOLUTION-R片尾曲）                           | 林原めぐみ                                                            | 2009/02/18 | KICM-1268 |

### 專輯
- TV動畫版

| 標題                                                        | 發售日期   | CD編號   | 備註        | 台版出版商 |
| ----------------------------------------------------------- | ---------- | -------- | ----------- | ---------- |
| スレイヤーズえとせとら① Excellent!リナ=インバース今日も行く | 1995/07/05 | KICA-250 | 無印原聲帶  | 朝陽       |
| スレイヤーズえとせとら② Take a Chance!リナと無敵の御一行    | 1995/09/21 | KICA-265 | 無印原聲帶  | 朝陽       |
| SLAYERS NEXT SOUND BIBLEⅠ                                   | 1996/06/21 | KICA-307 | NEXT原聲帶  |            |
| SLAYERS NEXT SOUND BIBLE Ⅱ                                  | 1996/10/02 | KICA-317 | NEXT原聲帶  |            |
| SLAYERS NEXT SOUND BIBLE Ⅲ                                  | 1997/02/05 | KICA-332 | NEXT原聲帶  |            |
| SLAYERS TRY TREASURY☆VOX                                    | 1997/06/21 | KICA-351 | TRY角色歌集 |            |
| SLAYERS TRY TREASURY☆BGM                                    | 1997/08/21 | KICA-361 | TRY原聲帶   |            |
| SLAYERS TRY TREASURY☆BGM2                                   | 1997/10/22 | KICA-380 | TRY原聲帶   |            |

- 電影及OVA版

| 標題                                            | 發售日期   | CD編號   | 備註                  |
| ----------------------------------------------- | ---------- | -------- | --------------------- |
| スレイヤーズ： THE MOTION PICTURE               | 1995/09/06 | KICA-254 | 電影-完全無欠版原聲帶 |
| スレイヤーズRETURN： THE MOTION PICTURE"R"      | 1996/08/21 | KICA-314 | 電影-RETURN原聲帶     |
| スレイヤーズすぺしゃる： THE MOTION PICTURE"S"  | 1997/07/24 | KICA-318 | OVA-SPECIAL原聲帶     |
| スレヤーズぐれえと： THE MOTION PICTURE"G"      | 1997/09/26 | KICA-364 | 電影-GREAT原聲帶      |
| スレイヤーズごぅじゃす： THE MOTION PICTURE"Go" | 1998/10/09 | KICA-415 | 電影-GORGEOUS原聲帶   |

- 其它

| 標題                                   | 發售日期   | CD編號     | 備註                                      | 台版出版商        |
| -------------------------------------- | ---------- | ---------- | ----------------------------------------- | ----------------- |
| the BEST of SLAYERS【from TV & RADIO】 | 1999/06/04 | KICA-454~5 | TV及廣播劇全歌曲精選                      | 勝利代理<KJM-021> |
| スタまにシリーズ：スレイヤーズ         | 2005/11/23 | KICA-726   | 全系列作歌曲精選                          |                   |
| 林原めぐみ SLAYERS MEGUMIX             | 2008/06/25 | KICA916~8  | 以林原めぐみ主唱歌曲為主的SLAYERS歌曲精選 |                   |

## 外部連結
- 富士見書房特設官方網站 （页面存档备份，存于） （日語）
- 秀逗魔導士NEWS （页面存档备份，存于） （日語）